# Wipi jezik
Wipi jezik (gidra, jibu, oriomo; ISO 639-3: gdr), jedan od četiri jezika istočne trans-fly porodice, koja se nekad vodila kao dio transnovogvinejske porodice. Njime govori oko 3 500 ljudi (1999 Shim) u Papua novogvinejskoj provinciji Western.
Naziv gidra termin je kojim pleme Bine označava bush, a koristi se i kao ime plemena koje govori wipi jezikom, a žive duž rijeke Oriomo, nasuprot otoka Daru. Postoji cijeli niz dijalekata: dorogori, abam, peawa, ume, kuru, woigo, wonie, iamega, gamaewe, podari, wipim, kapal, rual, guiam i yuta

## Vanjske poveznice
- Ethnologue (14th)
- Ethnologue (15th)